# Välgi
Välgi – wieś w Estonii, w prowincji Tartu, w gminie Vara.